# Acronicta sartorii
Acronicta sartorii là một loài bướm đêm trong họ Noctuidae.